# Привер, Жоселерм
Жоселерм Привер (фр. Jocelerme Privert, род. 1 февраля 1953) — гаитянский политик и бухгалтер. Временный президент Гаити с 14 февраля 2016 по 7 февраля 2017 года.

## Политическая карьера
При президентстве Жан-Бертрана Аристида Привер занимал пост Министра экономики и финансов с 2001 по 2002 года. В 2002 он был назначен Министром внутренних дел и Территориальных общин. Превер лишился этого поста после государственного переворота в 2004 году.
4 апреля 2004 года Превер был арестован и обвинён в причастности к резне в Ла-Сьере в Сен-Марке. По данным гаитянских организаций, защищающих права человека, в городе Сен-Марк, бывшим в то время оплотом оппозиции, погибли десятки людей. Жоселерм Привер был освобождён после 26 месяцев тюремного заключения.
После освобождения Жоселерм служил советником у президента Рене Преваля. Впоследствии он баллотировался в Сенат на довыборах 2008 года, но проиграл. Позже он всё же был избран сенатором от департамента Нип на всеобщих выборах 2010 года. Также был председателем сенатского комитета по экономике и финансам.
14 февраля 2016 года сенат избрал Привера временным Президентом Гаити до всеобщих выборов. Второй тур выборов был запланирован на 24 апреля 2016, но 5 апреля Временный Избирательный Совет принял решение провести выборы в начале октября 2016 года.
Президентский срок Привера истёк 14 июня, но он остался временным Президентом, так как Сенат отказался собираться, чтобы назначить его преемника. 7 февраля 2017 года его сменил Жовенель Моиз.